# 親日反民族行為者財產調查委員會
親日反民族行為者財產調查委員會（친일반민족행위자재산조사위원회），簡稱ICJCP，是大韓民國一個直屬於韓國總統的委員會，可以調查在日韓合邦期间与大日本帝國侵略当局合作的韩国人。该委员会於2006年8月18日成立、2010年7月12日解散，總部設於首爾特別市中區忠武路「極東大樓」6樓。

## 调查报告
2005年8月29日，韓國「民族問題研究所」與「親日人名辭典編纂委員會」公布第一批預定寫入「親日人名辭典」的親日派3090人名单，其中包括韓國前总统朴正熙、小說家李光洙、原梨花女子大学总长金活蘭、原《朝鲜日报》社長方應謨、著名记者張志淵、原天主教首爾總教區大主教盧基南、高麗大學總校長俞鎮午及越北的演员文艺峰等。
2005年12月29日，韓國《親日反民族行為者財產國家歸屬相關特別法》公布。2006年7月13日，韓國總統盧武鉉任命親日反民族行為者財產調查委員會委員9人，親日反民族行為者財產調查委員會正式運作，金昌國（김창국）擔任委員長。
2006年8月18日，親日反民族行為者財產調查委員會成立。金昌国在親日反民族行為者財產調查委員會成立仪式上说，韩国于1949年解散的“反民族行为特别调查委员会”未能调查和清理亲日派的财产，这项工作拖了57年后才开始做；韩国调查和清理亲日派的财产，是为了振奋民族精神、体现『社会正义』。 
親日反民族行為者財產調查委員會總共作成親日反民族行為者財產收歸國有之決定4次：2007年5月2日作成第1次，2007年8月13日作成第2次，2007年11月22日作成第3次，2008年2月28日作成第4次。2010年7月12日，親日反民族行為者財產調查委員會解散。